# Yâska
Yāska (devanāgarī: यास्क) est un grammairien indien de langue sanskrite. On ne sait rien de sa vie sinon qu'il vécut peut-être au Ve siècle av. J.-C. et fut sans doute antérieur à Pāṇini. On lui attribue le Nirukta, qui constitue le plus ancien traité sur la langue des Veda. 